# Bitva u Edgecote Moor
Bitva u Edgecote Moor se odehrála 26. července 1469 asi osm kilometrů na severovýchod od Banbury jako součást války růží. Konkrétně byla vybojována u Danes Moor v Northamptonshire u poblíž přítoku řeky Cherwell. Soupeřící strany vedli Richard Neville, hrabě z Warwicku a Eduard IV.

## Zrada hraběte Warwicka
Richard, hrabě z Warwicku, byl muž, který velmi usilovně bojoval o to, aby Eduard IV. nastoupil na anglický trůn, ale roku 1469 vstoupil do otevřené vzpoury proti němu. Po osmi letech od velkého vítězství v bitvě u Towtonu se situace změnila. I když byl Warwick nespokojen s Eduardovou vládou, nikdo nepovažoval za možné, že by tento spor dorostl do takových rozměrů.
Několik let po Towtonu ležela správa země především v jeho rukách. Roku 1464 se Warwick zúčastnil jednání s Francií, která byla stoupencem Lancasterů, a poznal, že královský sňatek by tento rozpor vyřešil. Navrhl Ludvíku XI., že by se Eduard mohl oženit s jednou z francouzských princezen, ale brzy poté se dověděl, že se Eduard již tajně oženil s Alžbětou z Woodvile. Později její bratři a sestry uzavřeli manželství s potomky významných šlechticů a rodina Woodvillů se tak stala u dvora velmi vlivnou.
Warwick byl rozzloben i Eduardovým odmítáním povolit sňatek Jiřího Plantageneta, vévody z Clarence s jeho nejstarší dcerou. Eduard trval na tom, že Jiřího sňatek bude podléhat politickým zájmům země. Warwick také ztrácel vliv na politiku krále a tak začal pomýšlet na vzpouru. Získal i vlivného spojence Jiřího Plantageneta, který byl dědicem anglického trůnu.

## Předehra
Malé vzpoury, které vypukly na severu země, přinutily Eduarda, aby se tam pomalu vydal s vojskem. Warwickovi agenti zatím rozšiřovali pověsti o tom, že Eduard je nelegitimní potomek a pravým dědicem trůnu je Jiří, vévoda z Clarence. Poté jeden z Warwickových velitelů na severu vyvolal novou vzpouru. Když se o ní dověděl Eduard, počítal s tím, že může být potlačena malým vojenským oddílem. Brzy zjistil, že vzbouřenci disponují početným vojskem a tak se vydal směrem na Nottingham. Cestou chtěl doplnit své vojsko, ale protože jeho popularita poklesla, nedokázal doplnit armádu na potřebný počet vojáků. Rozhodl se počkat v Nottinghamu, až dorazí Vilém, hrabě z Pembroke a Humprey, hrabě z Devonu se svými vojsky z jihu. 12. července Warwick a Clarence vyhlásil vzbouřencům svou podporu a 18. července vyrazil Warwick s velkým vojskem z Londýna.

## Bitva
Vzbouřenci spěchali na jih, aby se spojili s Warwickem, ale brzy se museli utkat s Pembrokem a Devonem u Edgecote Moor. Obě strany se o sobě dověděly 25. července následující ráno byly připraveny k bitvě. Počátek bitvy byl poznamenán tím, že Devon se svými lučištníky nocoval v blízké vesnici a na počátku střetu byl několik kilometrů mimo bojiště. Vzbouřenci zaútočili na Pembrokeho vojsko přes řeku a přinutili ho ustoupit vzad.
Poté na Pembrokeho zaútočili v nové pozici znovu, ale setkali se se srdnatým odporem vojska, které očekávalo příchod Devonova vojska. Okolo jedné hodiny obdržel Pembroke zprávu, že Devon se svým vojskem rychle postupuje na bojiště. Nicméně v tu samou dobu na bojiště dorazil Warwick se svými silami. Morálka rebelů dostala velkou vzpruhu. Poté, co zahlédli Warwickův emblém mezi nepřáteli, uvědomili si Pembrokovi muži jak zkušení vojáci stojí proti nim. Královské vojsko se rozpadlo a ještě před příchodem Devonových posil se rozprchlo.

## Důsledky
Po bitvě u Edgecote Moor Warwick Eduarda uvěznili na hradu Middleham v Yorkshire. Warwick nechal popravit otce královny Richarda z Woodville. Donutil Eduarda, aby svolal jednání parlamentu do Yorku, kde plánoval prohlásit Eduarda nelegitimním králem a jeho nástupcem se měl stát Jiří. Eduard byl ale schopen spojit se se svým bratrem Richardem a s podporou mnoha jiných šlechticů Richard shromáždil silné vojsko, které Eduarda osvobodilo.